# 平井源治
平井 源治 （ひらい げんじ、1942年 - ）は、日本の経済学者、博士。明海大学および久留米大学教授。

## 来歴
1966年中央大学経済学部経済学科卒業。同大学院経済学研究科修士課程修了。1972年駒澤大学大学院経済学研究科博士課程満期退学。1974年久留米大学商学部商学科講師、1977年同大学商学部経済学科助教授 、1986年同教授。1989年明海大学経済学部経済学科教授。1998年論文「納税者と有権者の経済心理：財政心理学研究」で博士号（経済学、駒澤大）取得。2000年明海大学経済学部長ならびに同大学院経済学研究科科長に就任。日本財政学会理事などを歴任。
著書に「納税者と有権者の経済心理」の他、「経済学概論」「ようこそミクロ経済学の世界へ」などの共著がある。

## 著書
- 国立国会図書館 を参照

### 論文
- CiNii